# باشگاه ورزشی پیرائه
باشگاه ورزشی تاهیتی یک باشگاه فوتبال از پیرائه، تاهیتی است. آنها یکی از موفق‌ترین تیم‌ها در تاهیتی هستند که ۹ بار قهرمان لیگ تاهیتی شده‌اند. آنها همچنین اولین تیم پلی‌نزی فرانسه هستند که به فینال لیگ قهرمانان اقیانوسیه رسیدند، که در سال ۲۰۰۶ به آن دست یافتند. در سال ۲۰۲۲ آنها توسط اواف‌سی برای شرکت در جام باشگاه‌های جهان ۲۰۲۱ به عنوان نمایندگان اقیانوسیه انتخاب شدند.

## لیگ قهرمانان اقیانوسیه ۲۰۰۶
پیرائه پس از قهرمانی در بخش فدرال به مسابقات قهرمانی باشگاه‌های اقیانوسیه ۲۰۰۶ راه یافت. در مرحله گروهی آنها ماریست را ۱۰–۱ و سوبو را ۷–۰ شکست دادند که برای تضمین راهیابی آنها به نیمه نهایی با وجود شکست ۱–۰ مقابل اوکلند سیتی در آخرین بازی کافی بود. در نیمه نهایی، آن‌ها به لطف گل‌های اولیه خوزه همای و نائا بنت، یانگ‌هارت ماناواتو را ۲–۱ شکست دادند. با این حال، در فینال آنها یک بار دیگر با اوکلند سیتی روبرو شدند و با نتیجه ۳–۱ شکست خوردند. این بهترین عملکرد هر تیم پلی‌نزی فرانسه در رقابت‌های برتر باشگاهی اقیانوسیه بود.

## جام باشگاه‌های جهان ۲۰۲۱
پیرائه پس از نامزد شدن توسط کنفدراسیون فوتبال اقیانوسیه (اواف‌سی) در ۳۱ دسامبر ۲۰۲۱، در جام باشگاه‌های جهان ۲۰۲۱ فیفا به عنوان نمایندگان اقیانوسیه شرکت کرد. در ابتدا، اوکلند سیتی توسط اواف‌سی پس از لغو لیگ قهرمانان اقیانوسیه ۲۰۲۱ به دلیل دنیاگیری کووید-۱۹ نامزد شد. با این حال، اوکلند سیتی در تاریخ ۳۱ دسامبر ۲۰۲۱ به دلیل بازگشایی مجدد مرزها در نیوزیلند مربوط به دنیاگیری کووید-۱۹ و بازگرداندن سیستم اجباری ایزوله و قرنطینه مدیریت شده پس از بازگشت به کشور، از مسابقات انصراف داد. در نتیجه، پیرائه بر اساس اصول شایستگی ورزشی، به جای آن توسط اواف‌سی نامزد شد. پیرائه در بازی پلی‌آف جام باشگاه‌های جهان مقابل الجزیره میزبان با نتیجه ۴–۱ شکست خورد و تنها گل آنها با گل به خودی محمد ربیع به ثمر رسید.